# Ольшава (приток Горнада)
Ольшава (словац. Olšava) — река в Словакии, протекает по Прешовскому и Кошицкому краям. Левый приток Горнада. Длина реки — 49,39 км, площадь водосборного бассейна — 341,294 км². Идентификатор реки — 4-32-05-46.
Ольшава берёт начало северо-западнее горы Хабздова (862 м) на высоте около 675 м. Впадает в Горнад у поселения Нижна-Мишля.

## Бассейн
По порядку от устья:
- Hrabovec (лв)
  - Bradliansky potok (лв)
  - Kľúčiarovský potok (лв)
    - Čuhovský potok (лв)
- Bohdanovský potok (лв)
- Bystrý potok (лв)
  - Hlboký potok (пр)
- Črepník (лв)
- Ďurkovský potok (лв)
- Svinický potok (лв)
  - Dúhový potok (лв)
  - Halačovský potok (лв)
  - Bordiansky potok (лв)
    - Jastrabec (лв)

  - Perlivý potok (лв)
- Trstianka (пр)
- Herliansky potok (лв)
- Rankovský potok (лв)
- Boliarovský potok (лв)
- Hrabovec (лв)
- Kostoliansky potok (лв)
- Mokrý potok (лв)
- Jedľovec (лв)
  - Lúčinský potok (пр)
  - Červenica (potok) (пр)
- Olšavka (лв)
  - Šimonka (пр)
- Tuhrinský potok (лв)
- Obadovský potok (пр)[3]